# Hugo Tomicich
Hugo Tomicich   (Krk, 20 de novembre de 1879 - 1956), fou un compositor i musicògraf austríac. Estudià al Conservatori de Leipzig i després s'establí a Berlín. Va publicar Welches Werk Wagners Halten Sie Für Sie sich am meisten angezogen? (1904) i estudis temàtics de diverses òperes. Compongué diverses sèries de lieder.